# Gare de Zdolbouniv
La gare de Zdolbouniv (en ukrainien : Здолбунів (станція)) est une gare ferroviaire ukrainienne située dans la ville de Zdolbouniv de l'oblast de Rivne.

## Situation ferroviaire

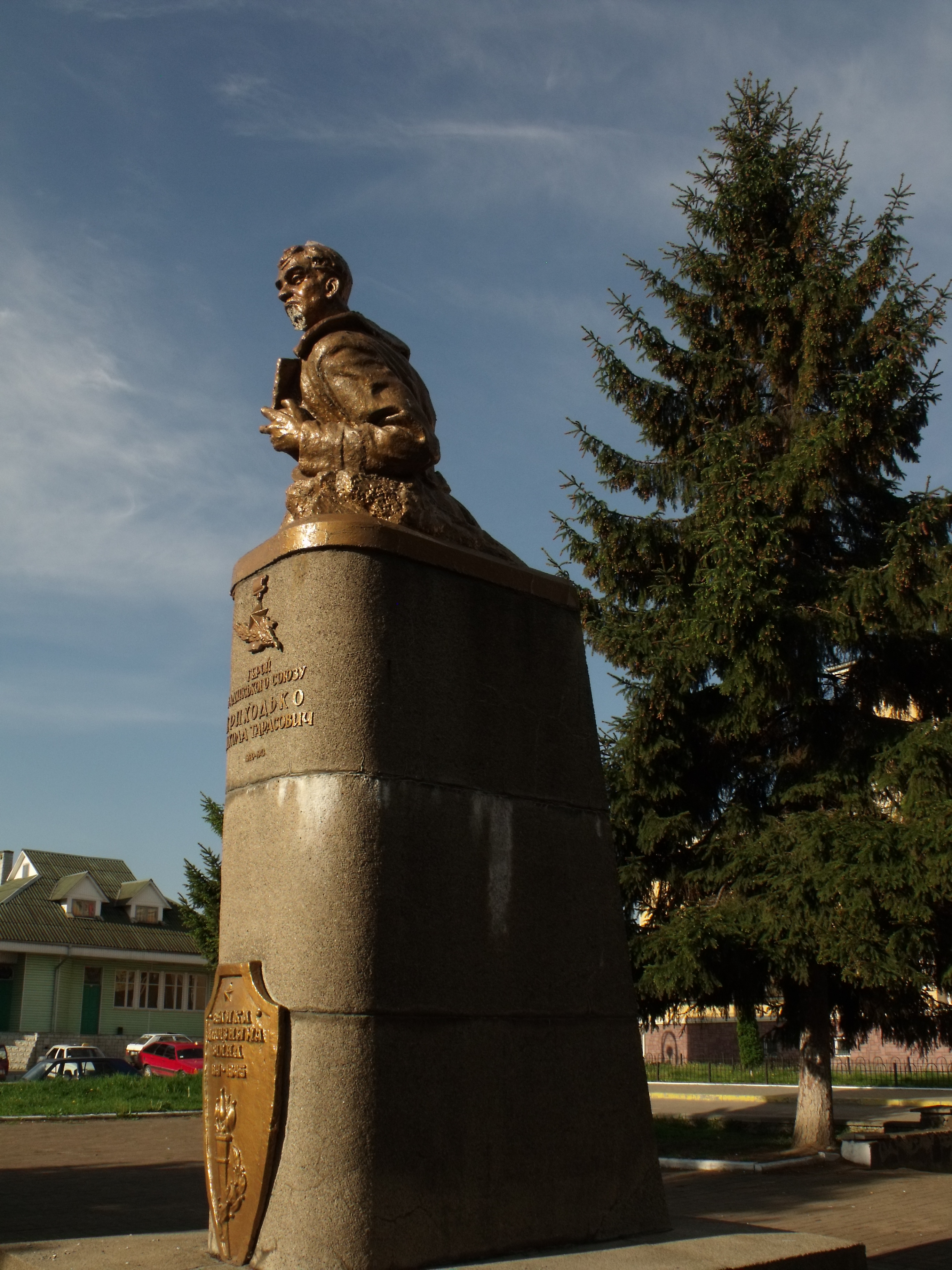
Monument à Mikola Prokhodko classé comme monument en Ukraine, numéro : 56-226-0058.